# Кудряшова Клавдія Андріївна
Клавдія Андріївна Кудряшо́ва (до шлюбу Доможирова; нар. 8 жовтня 1927, Скати) — український графік; член Спілки радянських художників України з 1956 року. Лауреатка Премії імені Василя Касіяна за 1979 рік.

## Біографія
Народилася 8 жовтня 1927 року в селі Скатах (нині Білозерський район Курганської області, Росія). 1953 року закінчила Київський художній інститут, де навчалася зокрема у Василя Касіяна і Федора Самусєва.
Упродовж 1952—1990 років працювала художницею київських видавництв «Вища школа», «Мистецтво», «Держполітвидав», «Агітплакат». Живе в Боярці, в будинку на вулиці Богдана Хмельницького № 72.
Дружина графіка Євгена Кудряшова, бабуся художника Антона Кудряшова.

## Творчість
Працювала у галузі книжкової і станкової графіки. Створювала плакати, оформляла книги, листівки, обкладинки, буклети. Серед робіт:
плакати
- «1917—1955»;
- «Народу переможцю — слава» (1955);
- «СРСР — є соціалістична держава робітників і селян!» (1955, 2-а премія Республіканського конкурсу політичного плаката);
- «Хай живе соціалістична революція» (1959; 2-а премія Республіканського конкурсу політичного плаката);
- «У світлу даль — у комунізм веде нас партія сміливо» (1960);
- «Здрастуй, рідна школо!» (1961);
- «Слався, земле врожайна!» (1962);
- «Жовтень — зоря комунізму» (1967);
- «Вічно живий у пам'яті народній» (1968, у співавторстві з Євгеном Кудряшовим);
- «Робітничому класу Радянського Союзу — слава! Союзу Радянських Соціалістичних Республік — слава! Колгоспному селянству Радянського Союзу — слава!» (1968, у співавторстві з Євгеном Кудряшовим);
- «Пам'ятаємо!» (1974; 2-а премія Республіканського конкурсу політичного плаката);
- «Дружбою ми здружені, Батьківщино-мати» (1975);
- «Хай крокує дружба по планеті й всюди сяють посмішки дітей!» (1976);
- триптих «За свободу. За мир. За Батьківщину» (1977; 2-а премія Республіканського конкурсу політичного плаката);
- «Не для війни ростимо ми синів!» (1979);
- «Київ — 1500. Столиця Радянської України» (1980);
- «Жінки світу! Єднайтеся у боротьбі за мир!» (1985);
- «Усе прекрасне в людині від променів сонця й від молока матері» (1989; 3-я премія Республіканського конкурсу);
- плакат-календар «Природа вчить нас розуміти прекрасне…» (1990);

комплекти
- «Вірні справі Леніна й партії!» (1976; диплом І ступеня Республіканського конкурсу кращих видань);
- «Міста-герої» (1984);
- «Цих днів не змовкне слава» (1987; 2-а премія Республіканського конкурсу плакатів «Шляхом Жовтня. 1917—1987»);

ілюстрації
- повість «Чук і Гек» Аркадія Гайдара (Київ, 1987);
- посібник «Дітям про мистецтво» (Київ, 1989);

акварелі
- «Натюрморт із гладіолусами» (2000);
- «Бузок і конвалії» (2007);
- «Айстри» (2009).

Брала участь у всеукраїнських, всесоюзних, міжнародних художніх виставках з 1953 року. Персональна виставка відбудася у Києві у 2011 році.